# جون دولينج (عازف بانجو)
جون دولينج (بالإنجليزية: John Dowling)‏ هو عازف بانجو بريطاني، ولد في 1981.